# Евтим Костадинов
Евтим Костадинов Костадинов е български адвокат, народен представител от „Коалиция за България“ в XL народно събрание, председател на Комисията по досиетата от самото ѝ създаване през 2007 до 2025 година.

## Биография
Евтим Костадинов е роден на 11 ноември 1959 година.
Завършва Техникум по електроника – гр. Добрич. От 1978 до 1980 г. отслужва редовна военна служба. От 1980 до 1992 г. е служител на МВР – Полиция в Добрич. През 1988 г. се дипломира във ВСШ – МВР (ВИПОНД) – гр. София, специалност „Охрана на обществения ред и безопасност на движението“. Има завършено и висше юридическо образование във ВСУ „Черноризец Храбър“ гр. Варна.
От 1992 до 1995 г. е управител на частна охранителна фирма. През 1995 г. е назначен за директор на РДВР – Регионална дирекция на вътрешните работи в Добрич. Остава на поста до 1997, когато става главен мениджър на частна фирма за производство на облекло.
През 2005 г. напуска предприятието и е избран за депутат от Добрич в XL народно събрание от листата на Коалиция за България. Член е на Комисията по вътрешна сигурност и обществен ред и на Комисията за борба с корупцията. Част е и от Временната парламентарна комисия по искането на Борис Велчев, главен прокурор на Република България, за даване на разрешение за възбуждане на наказателно преследване срещу Павел Чернев, народен представител в XL народно събрание.
На 5 април 2007 г. е избран от Парламента за председател на Комисията по досиетата. На 17 май 2012 г. е преизбран за втори мандат като председател на Комисията.